# Maria von Rudloff
Maria von Rudloff (* 13. Januar 1899 in Beneden, Niederländisch-Guayana; † 19. März 1992 in Freiburg im Breisgau; geborene van de Loo) war eine niederländisch-deutsche Kommunalpolitikerin der CDU.

## Leben und Beruf
Maria van de Loo kam als Tochter des Kaufmanns Wilhelm van de Loo (1873–1941) und dessen Ehefrau Johanna Clara, geb. Muller, (1876–1951) zur Welt. Ihr Vater war Plantagendirektor in der niederländischen Kolonie Guayana. Als er zum Leiter der Westafrikanischen Pflanzungsgesellschaft ernannt wurde, übersiedelte die Familie 1901 nach Viktoria in Kamerun, wo Tochter Maria die ersten Jahre ihrer Kindheit verbrachte. Das soziale Engagement ihrer Mutter, die eine Schule und eine Krankenstation aufbaute, wurde prägend für ihr weiteres Leben. 1909 kam sie nach Münster und erhielt dort ihre Schulausbildung. 1916 besuchte sie ein Haushaltungspensionat in Clausthal.
1921 heiratete sie den angehenden Mediziner Ernst von Rudloff (1895–1944) und ließ sich mit ihm in Freiburg im Breisgau nieder. In der Praxis ihres Mannes kümmerte sie sich um die Patienten und die Buchhaltung. Die Erkrankung ihres Ehemanns veranlasste sie dazu, sich an der Freiburger Kohlrausch-Schule zur Heilgymnastin ausbilden zu lassen. Ihre Ausbildung schloss sie 1942 ab. Zwei Jahre später verstarb ihr Mann, zehn Tage später fiel ihr zweitältester Sohn im Krieg.
In den folgenden Jahren übte sie ihren Beruf aus. 1953 übernahm sie die häusliche Pflege einer wohlhabenden Amerikanerin, die ihr den zeitlichen und finanziellen Freiraum gab, sich im öffentlichen Leben zu engagieren.

## Politische Tätigkeit
Sie trat 1951 der CDU bei und war von 1954 bis 1975 Stadträtin in Freiburg. Daneben war sie von 1954 an Vorsitzende des Freiburger Zweigvereins des Katholischen Deutschen Frauenbundes, der Arbeitsgemeinschaft der Freiburger Frauenverbände und der CDU-Frauenvereinigung. Als Stadträtin erwarb sie sich große Verdienste um die Freiburger Sozialpolitik. 
1983 drehte der Journalist Luc Leysen mit ihr als Hauptdarstellerin für das ZDF einen Dokumentarfilm über Kamerun und die deutsche Kolonialgeschichte.

## Ehrungen
- 1970: Ehrennadel der CDU
- 1973: Bundesverdienstkreuz
- 1977: Verdienstmedaille des Landes Baden-Württemberg
- 1997: Benennung des Maria-von-Rudloff-Platzes im Freiburger Stadtteil Rieselfeld